# Renault 15

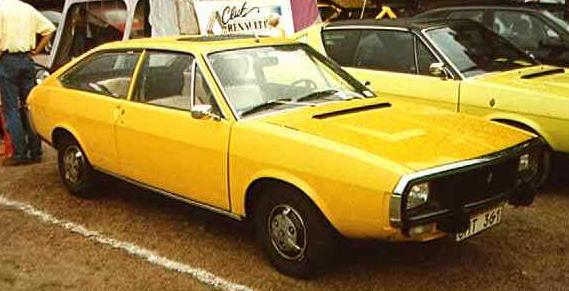

Renault 15 var en sportcoupé från Renault som presenterades hösten 1971 och hade även en systermodell, Renault 17. Chassit kom från Renault 12 och motorerna från Renault 12 eller Renault 16.
1980 ersattes båda modellerna av Fuego.